# Love & Hyperbole
Love & Hyperbole é o quarto álbum de estúdio da cantora e compositora canadense Alessia Cara, o lançamento ocorreu no dia 14 de fevereiro de 2025 pela gravadora Def Jam.

## Antecedentes
A produção do álbum começou no final de 2021 e seguiu até o início de 2024. Em agosto de 2023, Alessia Cara anunciou publicamente a existência do projeto por meio de uma postagem no Twitter.
No final de junho de 2024, Cara alterou o layout de suas redes sociais e passou a publicar imagens enigmáticas diariamente. Em 9 de julho de 2024, anunciou oficialmente o primeiro single, "Dead Man". Através das redes sociais, explicou que a faixa fala sobre "um relacionamento que chegou ao fim, onde a pessoa tenta, pela última vez, segurar o que ainda resta. Basicamente, olhar para o outro e, metaforicamente, sacudi-lo dizendo: 'Estou tentando ao máximo manter isso, mas, se você não quer ser segurado, então não resta mais nada'. Sinto que estou falando com um homem morto." Dead Man foi lançada pela Def Jam Recordings em 19 de julho de 2024.
Em 20 de outubro de 2024, Cara revelou oficialmente o nome do álbum, Love & Hyperbole, por meio de uma postagem no Twitter. O segundo single, "(Isn't It) Obvious", e seu videoclipe foram lançados em 21 de outubro de 2024, após a música ser apresentada em um episódio de Law & Order: Special Victims Unit. A faixa conta com um solo de guitarra de John Mayer.
Durante uma live no YouTube com Dan Kanter, em 20 de dezembro de 2024, Alessia apresentou uma versão acústica do próximo single, "Fire", e anunciou seu lançamento para 17 de janeiro de 2025. No entanto, em 13 de janeiro, comunicou através do Twitter que o lançamento seria adiado devido aos incêndios florestais na Califórnia. Como substituição, a cantora lançou "Slow Motion" nas plataformas digitais em 24 de janeiro de 2025.

## Lista de faixas
| N.º            | Título               | Duração |  |
| 1.             | "Go Outside!"        | 3:39    |  |
| 2.             | "Left Alone"         | 2:45    |  |
| 3.             | "Dead Man"           | 3:23    |  |
| 4.             | "Subside"            | 4:28    |  |
| 5.             | "Run Run"            | 2:53    |  |
| 6.             | "Drive"              | 2:50    |  |
| 7.             | "Get To You"         | 3:07    |  |
| 8.             | "(Isn't It) Obvious" | 3:51    |  |
| 9.             | "Garden (Interlude)" | 2:26    |  |
| 10.            | "Nighttime Thing"    | 2:24    |  |
| 11.            | "Feels Right"        | 3:07    |  |
| 12.            | "Fire"               | 3:45    |  |
| 13.            | "Slow Motion"        | 3:23    |  |
| 14.            | "Clearly"            | 3:28    |  |
| Duração total: | Duração total:       | 45:29   |  |